# Elecciones provinciales de Buenos Aires de 2011

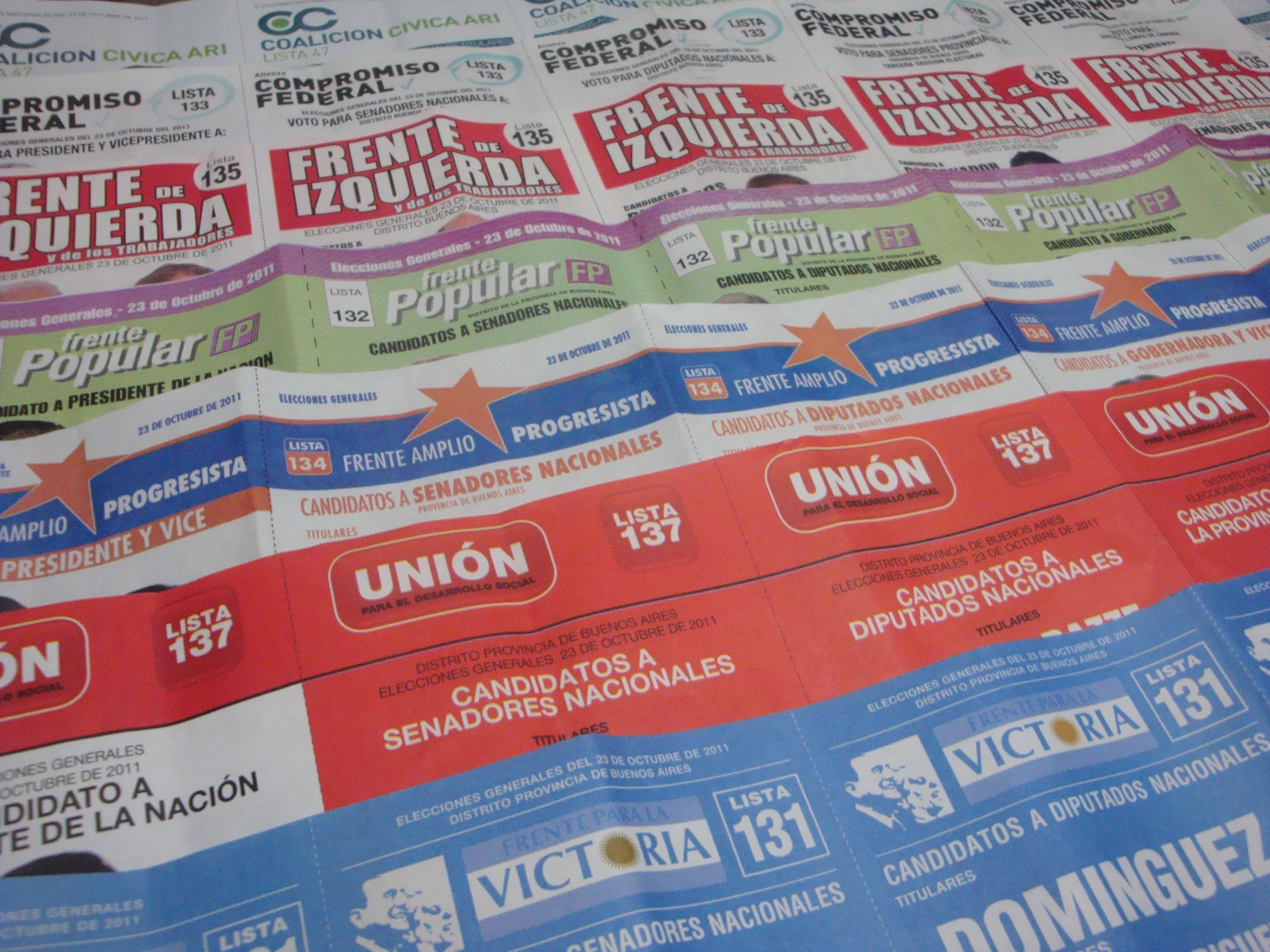
Boletas utilizadas en la provincia de Buenos Aires durante las elecciones generales del 23 de octubre.

Las elecciones generales de la provincia de Buenos Aires se llevaron a cabo el día 23 de octubre de 2011. Daniel Scioli fue reelecto Gobernador de Buenos Aires con más del 55% de los votos. Además se eligieron 23 senadores provinciales, 46 diputados provinciales, 135 intendentes, 1036 concejales y 391 consejeros escolares.
De acuerdo a la ley 14.086, que establece para el ámbito de la Provincia de Buenos Aires el régimen de elecciones primarias, abiertas, obligatorias y simultáneas para la selección de candidatos a cargos públicos electivos para todos los partidos políticos, agrupaciones municipales, federaciones y alianzas transitorias electorales que deseen intervenir en la elección general, el 14 de agosto de 2011 se realizaron las mismas. Para poder presentarse en las elecciones generales cada lista en cada categoría debía superar el 1,5% de los votos validamente emitidos.

## Candidaturas

### Frente para la Victoria
| | |
| | |
| Daniel Scioli | Gabriel Mariotto |
| para gobernador | para vicegobernador |
| | |
| Gobernador de la provincia Buenos Aires (2007–2011) Vicepresidente de la Nación Argentina (2003–2007) | Director Ejecutivo de la Autoridad Federal de Servicios de Comunicación Audiovisual (2008-2012) |
| Partidos en la alianza: \| - Partido Justicialista - Partido de la Victoria - Kolina - Partido Humanista - Frente Grande - Partido Intransigente - Partido Comunista - Partido Conservador Popular - Partido Progreso Social - Partido Solidario \| - Memoria y Movilización Social - Frente de la Concertación Social - Movimiento Hacer por Buenos Aires - Movimiento Integración Latinoamericana de Expresión Social - Partido Popular Cristiano Bonaerense - Partido Proyecto Popular - Partido Verde Bonaerense \| | |
| - Partido Justicialista - Partido de la Victoria - Kolina - Partido Humanista - Frente Grande - Partido Intransigente - Partido Comunista - Partido Conservador Popular - Partido Progreso Social - Partido Solidario | - Memoria y Movilización Social - Frente de la Concertación Social - Movimiento Hacer por Buenos Aires - Movimiento Integración Latinoamericana de Expresión Social - Partido Popular Cristiano Bonaerense - Partido Proyecto Popular - Partido Verde Bonaerense |

### Unión para el Desarrollo Social
| |                                                                 |
| |                                                                 |
| Francisco de Narváez | Mónica López                                                    |
| para gobernador | para vicegobernadora                                            |
| | [[File:Noimage.png\|150px\|alt={{{Alt\|{{{descripción}}}]]      |
| Diputado nacional por la provincia de Buenos Aires (2005-2015) | Diputada provincial de la provincia de Buenos Aires (2009-2017) |
| Partidos en la alianza: - Unión Celeste y Blanco - Unión Cívica Radical - Partido Demócrata Progresista - Partido Federal - Partido Encuentro Popular - Espacio Abierto para el Desarrollo y la Integración Social - Voluntad para la Integración y el Desarrollo Auténtico |                                                                 |

### Frente Amplio Progresista
| |                                                                |
| |                                                                |
| Margarita Stolbizer | Francisco Morea                                                |
| para gobernadora | para vicegobernador                                            |
| | [[File:Noimage.png\|150px\|alt={{{Alt\|{{{descripción}}}]]     |
| Diputada nacional por la provincia de Buenos Aires (2009-2017)                                                                        | Rector de la Universidad Nacional de Mar del Plata (2007–2017) |
| Partidos en la alianza: - Partido GEN - Partido Socialista - Movimiento Libres del Sur - Instrumento Electoral para la Unidad Popular |                                                                |

### Nuevo Encuentro
|                                                                                                |                      |
| Martín Sabbatella                                                                              | Laura Clark          |
| para gobernador                                                                                | para vicegobernadora |
|                                                                                                |                      |
| Diputado nacional por la provincia de Buenos Aires (2009-2013) Intendente de Morón (1999-2009) |                      |

### Frente Popular
| |                                                                |
| |                                                                |
| Eduardo Amadeo | Claudia Rucci                                                  |
| para gobernador | para vicegobernadora                                           |
| |                                                                |
| Diputado nacional por la provincia de Buenos Aires (1991-1995) y (2009-2013) | Diputada nacional por la provincia de Buenos Aires (2009-2013) |
| Partidos en la alianza: - Unión Popular - Movimiento de Integración y Desarrollo - Partido Demócrata Cristiano - Partido Autonomista - Partido Demócrata Conservador - Movimiento de Integración Federal - Movimiento Vecinalista Provincial |                                                                |

### Frente de Izquierda y de los Trabajadores
| |                     |
| | Partido Obrero      |
| José Montes                                                                                               | Daniel Rapanelli    |
| para gobernador                                                                                           | para vicegobernador |
| Dirigente sindical                                                                                        |                     |
| Partidos en la alianza: - Partido de los Trabajadores Socialistas - Partido Obrero - Izquierda Socialista |                     |

### Coalición Cívica ARI
|                                                                |                                                                |
| Juan Carlos Morán                                              | Elsa Quiroz                                                    |
| para gobernador                                                | para vicegobernadora                                           |
|                                                                |                                                                |
| Diputado nacional por la provincia de Buenos Aires (2006-2011) | Diputado nacional por la provincia de Buenos Aires (2006-2011) |

## Situación de Rodríguez Saá
Adolfo Rodríguez Saá fue precandidato a gobernador por Compromiso Federal, pero el 9 de agosto de 2011 la Junta Electoral de la provincia de Buenos Aires resolvió excluirlo de las elecciones, argumentando que la candidatura de Rodríguez Saá había recibido impugnaciones a raíz de que también se presenta como candidato a senador de San Luis para buscar la reelección en la banca de la cámara alta. Por otro lado, no cumplía lo previsto por el artículo 121 de la Constitución provincial de Buenos Aires, que exige una acreditación de cinco años de residencia en el distrito bonaerense si no es nativo de ella. Luego de apelar la sentencia, el juez federal con competencia electoral de la provincia de Buenos Aires, Manuel Blanco consideró que resultaría de "cumplimiento imposible" dado "lo avanzado del cronograma electoral" (las elecciones primarias fueron el 14 de agosto de 2011), por lo que la precandidatura de Adolfo Rodríguez Saá se hizo efectiva y participó en las elecciones primarias. Finalmente, el 21 de septiembre y ya habiendo superado las elecciones primarias, la Junta Electoral ratificó la invalidez de la candidatura ya que no se pudo acreditar su residencia en territorio bonaerense. De esta manera aunque alcanzó el 1,5% de los votos en las primarias para presentarse a las elecciones generales, quedó inhabilitado de hacerlo.

## Renovación legislativa
| Sección Electoral | Cámara de Diputados | Cámara de Diputados | Senado    | Senado    |
| Sección Electoral | Diputados           | A renovar           | Senadores | A renovar |
| ----------------- | ------------------- | ------------------- | --------- | --------- |
| 1                 | 15                  | 15                  | 8         | —         |
| 2                 | 11                  | —                   | 5         | 5         |
| 3                 | 18                  | —                   | 9         | 9         |
| 4                 | 14                  | 14                  | 7         | —         |
| 5                 | 11                  | 11                  | 5         | —         |
| 6                 | 11                  | —                   | 6         | 6         |
| 7                 | 6                   | 6                   | 3         | —         |
| 8 - Capital       | 6                   | —                   | 3         | 3         |
| Total             | 92                  | 46                  | 46        | 23        |

## Resultados

### Primarias
Las elecciones primarias abiertas, obligatorias y simultáneas (EPAOS) se realizaron el 14 de agosto de 2011. Arrojaron el siguiente resultado, proclamando a los candidatos por cada partido o alianza a las elecciones generales del 23 de octubre.
| Partido/Alianza        | Partido/Alianza                           | Interna                    | Fórmula               | Fórmula                | Interna               | Interna               | Partido    | Partido |
| Partido/Alianza        | Partido/Alianza                           | Interna                    | Gobernador            | Vicegobernador         | Votos                 | %                     | Votos      | %       |
| ---------------------- | ----------------------------------------- | -------------------------- | --------------------- | ---------------------- | --------------------- | --------------------- | ---------- | ------- |
|                        | Frente para la Victoria                   | Lista 2 Celeste y Blanca K | Daniel Scioli         | Gabriel Mariotto       | 3.618.841             | 93,82                 | 3.857.328  | 50,31   |
| Ishii Gobernador N 678 | Frente para la Victoria                   | Mario Ishii                | Carlos Molinari       | 238.487                | 6,18                  |                       | 3.857.328  | 50,31   |
|                        | Unión para el Desarrollo Social           | —                          | Francisco de Narváez  | Mónica López           | —                     | —                     | 1.282.099  | 16,72   |
|                        | Frente Popular                            | —                          | Eduardo Amadeo        | Claudia Rucci          | —                     | —                     | 708.739    | 9,24    |
|                        | Frente Amplio Progresista                 | —                          | Margarita Stolbizer   | Francisco Morea        | —                     | —                     | 491.978    | 6,42    |
|                        | Nuevo Encuentro                           | —                          | Martín Sabbatella     | Laura Clark            | —                     | —                     | 439.979    | 5,74    |
|                        | Compromiso Federal                        | —                          | Adolfo Rodríguez Saá  | José Andrés Tagliafico | —                     | —                     | 403.328    | 5,26    |
|                        | Coalición Cívica ARI                      | —                          | Juan Carlos Morán     | Elsa Quiroz            | —                     | —                     | 206.816    | 2,70    |
|                        | Frente de Izquierda y de los Trabajadores | —                          | José Montes           | Daniel Rapanelli       | —                     | —                     | 193.619    | 2,53    |
|                        | Proyecto Sur                              | —                          | Mario Cafiero         | Alberto Aramouni       | —                     | —                     | 83.866     | 1,09    |
| Votos positivos        | Votos positivos                           | Votos positivos            | Votos positivos       | Votos positivos        | Votos positivos       | Votos positivos       | 7.667.752  | 86,54   |
| Votos en blanco        | Votos en blanco                           | Votos en blanco            | Votos en blanco       | Votos en blanco        | Votos en blanco       | Votos en blanco       | 1.118.037  | 12,62   |
| Votos nulos            | Votos nulos                               | Votos nulos                | Votos nulos           | Votos nulos            | Votos nulos           | Votos nulos           | 74.632     | 0,84    |
| Participación          | Participación                             | Participación              | Participación         | Participación          | Participación         | Participación         | 8.860.421  | 79,47   |
| Electores habilitados  | Electores habilitados                     | Electores habilitados      | Electores habilitados | Electores habilitados  | Electores habilitados | Electores habilitados | 11.148.981 | 100     |
| Fuente:                |                                           |                            |                       |                        |                       |                       |            |         |

### Gobernador y vicegobernador
| Fórmula               | Fórmula               | Partido/Alianza       | Partido/Alianza                           | Votos      | %     |
| Gobernador            | Vicegobernador        | Partido/Alianza       | Partido/Alianza                           | Votos      | %     |
| --------------------- | --------------------- | --------------------- | ----------------------------------------- | ---------- | ----- |
| Daniel Scioli         | Gabriel Mariotto      |                       | Frente para la Victoria                   | 4.288.400  | 55,18 |
| Francisco de Narváez  | Mónica López          |                       | Unión para el Desarrollo Social           | 1.231.660  | 15,85 |
| Margarita Stolbizer   | Francisco Morea       |                       | Frente Amplio Progresista                 | 904.912    | 11,64 |
| Martín Sabbatella     | Laura Clark           |                       | Nuevo Encuentro                           | 503.683    | 6,48  |
| Eduardo Amadeo        | Claudia Rucci         |                       | Frente Popular                            | 459.165    | 5,91  |
| José Montes           | Daniel Rapanelli      |                       | Frente de Izquierda y de los Trabajadores | 238.365    | 3,07  |
| Juan Carlos Morán     | Elsa Quiroz           |                       | Coalición Cívica ARI                      | 145.756    | 1,88  |
| Votos positivos       | Votos positivos       | Votos positivos       | Votos positivos                           | 7.771.941  | 86,21 |
| Votos en blanco       | Votos en blanco       | Votos en blanco       | Votos en blanco                           | 1.188.411  | 13,18 |
| Votos nulos           | Votos nulos           | Votos nulos           | Votos nulos                               | 55.238     | 0,61  |
| Participación         | Participación         | Participación         | Participación                             | 9.015.590  | 80,84 |
| Electores registrados | Electores registrados | Electores registrados | Electores registrados                     | 11.152.684 | 100   |
| Fuente:               |                       |                       |                                           |            |       |

### Cámara de Diputados
| ← 2009 · Cámara de Diputados · 2013 → | ← 2009 · Cámara de Diputados · 2013 →     | ← 2009 · Cámara de Diputados · 2013 → | ← 2009 · Cámara de Diputados · 2013 → | ← 2009 · Cámara de Diputados · 2013 → |
| Partido/Alianza                       | Partido/Alianza                           | Votos                                 | %                                     | Bancas                                |
| ------------------------------------- | ----------------------------------------- | ------------------------------------- | ------------------------------------- | ------------------------------------- |
|                                       | Frente para la Victoria                   | 2.078.663                             | 49,77                                 | 26/46                                 |
|                                       | Unión para el Desarrollo Social           | 655.089                               | 15,68                                 | 11/46                                 |
|                                       | Frente Amplio Progresista                 | 467.531                               | 11,19                                 | 6/46                                  |
|                                       | Nuevo Encuentro                           | 264.723                               | 6,34                                  | 2/46                                  |
|                                       | Frente Popular                            | 255.856                               | 6,13                                  | 1/46                                  |
|                                       | Compromiso Federal                        | 224.353                               | 5,37                                  |                                       |
|                                       | Frente de Izquierda y de los Trabajadores | 126.401                               | 3,03                                  |                                       |
|                                       | Coalición Cívica ARI                      | 104.003                               | 2,49                                  |                                       |
| Votos positivos                       | Votos positivos                           | 4.176.619                             | 86,83                                 |                                       |
| Votos en blanco                       | Votos en blanco                           | 603.355                               | 12,54                                 |                                       |
| Votos nulos                           | Votos nulos                               | 30.218                                | 0,63                                  |                                       |
| Participación                         | Participación                             | 4.810.192                             | 80,33                                 |                                       |
| Electores registrados                 | Electores registrados                     | 5.988.374                             | 100                                   |                                       |
| Fuente:                               |                                           |                                       |                                       |                                       |

#### Resultados por secciones electorales

Secciones electorales de Buenos Aires:
1ª Sección
2ª Sección
3ª Sección
4ª Sección
5ª Sección
6ª Sección
7ª Sección
8ª Sección/Capital

| 1ª Sección Electoral 15 Diputados | 1ª Sección Electoral 15 Diputados         | 1ª Sección Electoral 15 Diputados | 1ª Sección Electoral 15 Diputados | 1ª Sección Electoral 15 Diputados | 1ª Sección Electoral 15 Diputados |
| Partido/Alianza                   | Partido/Alianza                           | Votos                             | %                                 | Bancas                            | Electos |
| --------------------------------- | ----------------------------------------- | --------------------------------- | --------------------------------- | --------------------------------- | --- |
|                                   | Frente para la Victoria                   | 1.348.717                         | 49,44                             | 8/15                              | Ver electos: 1. Horacio Ramiro González 2. José Ottavis 3. Viviana Eleonora Nocito 4. Alfredo Mario Antonuccio 5. Alberto Mariano España 6. Patricia Cubría 7. Guido Martín Lorenzino Matta 8. Jorge Rubén Varela  |
|                                   | Unión para el Desarrollo Social           | 342.668                           | 12,56                             | 2/15                              | 1. Walter Héctor Carusso 2. Fernando Oscar Rozas |
|                                   | Frente Amplio Progresista                 | 301.712                           | 11,06                             | 2/15                              | 1. Juan Carlos Juárez (GEN) 2. Ricardo Nicolás Vago (PS) |
|                                   | Nuevo Encuentro                           | 222.531                           | 8,16                              | 2/15                              | 1. Adrián Eduardo Grana 2. Marcelo Fabián Sain |
|                                   | Frente Popular                            | 189.602                           | 6,95                              | 1/15                              | 1. Rubén Eslaiman |
|                                   | Compromiso Federal                        | 160.749                           | 5,89                              |                                   | |
|                                   | Frente de Izquierda y de los Trabajadores | 97.547                            | 3,58                              |                                   | |
|                                   | Coalición Cívica ARI                      | 64.560                            | 2,37                              |                                   | |
| Votos positivos                   | Votos positivos                           | 2.728.086                         | 87,34                             |                                   | |
| Votos en blanco                   | Votos en blanco                           | 377.027                           | 12,07                             |                                   | |
| Votos nulos                       | Votos nulos                               | 18.325                            | 0,59                              |                                   | |
| Participación                     | Participación                             | 3.123.438                         | 81,03                             |                                   | |
| Electores registrados             | Electores registrados                     | 3.854.745                         | 100                               |                                   | |
| 4ª Sección Electoral 14 Diputados |                                           |                                   |                                   |                                   | |
| Partido/Alianza                   | Partido/Alianza                           | Votos                             | %                                 | Bancas                            | Electos |
|                                   | Frente para la Victoria                   | 172.684                           | 52,58                             | 8/14                              | Ver electos: 1. Ariel Franetovich 2. Rubén Darío Golía 3. María del Carmen Pan Rivas 4. Miguel Ángel José Funes 5. Leonel Omar Zacca 6. Rocío Giaccone 7. Martín Miguel Cosentino Moreto 8. Graciela Mirta Rolandi |
|                                   | Unión para el Desarrollo Social           | 85.313                            | 25,98                             | 4/14                              | Ver electos: 1. Jorge Luis Silvestre 2. Guillermo Britos 3. Valeria Arata 4. Mauricio D'Alessandro |
|                                   | Frente Amplio Progresista                 | 38.855                            | 11,83                             | 2/14                              | 1. Abel Eduardo Buil (GEN) 2. Rita Beatriz Liempe (IEUP) |
|                                   | Compromiso Federal                        | 13.024                            | 3,97                              |                                   | |
|                                   | Coalición Cívica ARI                      | 9.459                             | 2,88                              |                                   | |
|                                   | Nuevo Encuentro                           | 9.086                             | 2,77                              |                                   | |
| Votos positivos                   | Votos positivos                           | 328.421                           | 83,98                             |                                   | |
| Votos en blanco                   | Votos en blanco                           | 60.760                            | 15,54                             |                                   | |
| Votos nulos                       | Votos nulos                               | 1.880                             | 0,48                              |                                   | |
| Participación                     | Participación                             | 391.061                           | 82,40                             |                                   | |
| Electores registrados             | Electores registrados                     | 474.560                           | 100                               |                                   | |
| 5ª Sección Electoral 11 Diputados |                                           |                                   |                                   |                                   | |
| Partido/Alianza                   | Partido/Alianza                           | Votos                             | %                                 | Bancas                            | Electos |
|                                   | Frente para la Victoria                   | 372.015                           | 50,78                             | 6/11                              | Ver electos: 1. Germán Enrique Cestona 2. Juan Pablo de Jesús 3. Fernanda Raverta 4. Héctor Eduardo Martínez 5. Rodolfo Adrián Iriart 6. María Alejandra Martínez                                                  |
|                                   | Unión para el Desarrollo Social           | 141.860                           | 19,36                             | 3/11                              | Ver electos: 1. Ricardo Javier Jano 2. Carlos Ramiro Gutiérrez 3. Liliana Elsa Denot |
|                                   | Frente Amplio Progresista                 | 81.986                            | 11,19                             | 2/11                              | 1. Pablo Christian Maximiliano Farías (GEN) 2. Alfredo Lazzeretti (PS) |
|                                   | Frente Popular                            | 47.377                            | 6,47                              |                                   | |
|                                   | Compromiso Federal                        | 31.437                            | 4,29                              |                                   | |
|                                   | Nuevo Encuentro                           | 20.872                            | 2,85                              |                                   | |
|                                   | Coalición Cívica ARI                      | 19.824                            | 2,71                              |                                   | |
|                                   | Frente de Izquierda y de los Trabajadores | 17.277                            | 2,36                              |                                   | |
| Votos positivos                   | Votos positivos                           | 732.648                           | 87,85                             |                                   | |
| Votos en blanco                   | Votos en blanco                           | 94.670                            | 11,85                             |                                   | |
| Votos nulos                       | Votos nulos                               | 6.672                             | 0,80                              |                                   | |
| Participación                     | Participación                             | 833.990                           | 77,57                             |                                   | |
| Electores registrados             | Electores registrados                     | 1.075.133                         | 100                               |                                   | |
| 7ª Sección Electoral 6 Diputados  |                                           |                                   |                                   |                                   | |
| Partido/Alianza                   | Partido/Alianza                           | Votos                             | %                                 | Bancas                            | Electos |
|                                   | Frente para la Victoria                   | 185.247                           | 47,81                             | 4/6                               | Ver electos: 1. Walter José Abarca 2. Martín Miguel Nicolás Ferré 3. Alicia Virtudes March 4. César Daniel Valicenti                                                                                               |
|                                   | Unión para el Desarrollo Social           | 85.248                            | 22,00                             | 2/6                               | 1. Alejandro Pablo Armendáriz 2. Ricardo Lissalde |
|                                   | Frente Amplio Progresista                 | 44.978                            | 11,61                             |                                   | |
|                                   | Compromiso Federal                        | 19.143                            | 4,94                              |                                   | |
|                                   | Frente Popular                            | 18.877                            | 4,87                              |                                   | |
|                                   | Nuevo Encuentro                           | 12.234                            | 3,16                              |                                   | |
|                                   | Frente de Izquierda y de los Trabajadores | 11.577                            | 2,99                              |                                   | |
|                                   | Coalición Cívica ARI                      | 10.160                            | 2,62                              |                                   | |
| Votos positivos                   | Votos positivos                           | 387.464                           | 83,92                             |                                   | |
| Votos en blanco                   | Votos en blanco                           | 70.898                            | 15,36                             |                                   | |
| Votos nulos                       | Votos nulos                               | 3.341                             | 0,72                              |                                   | |
| Participación                     | Participación                             | 461.703                           | 79,07                             |                                   | |
| Electores registrados             | Electores registrados                     | 583.936                           | 100                               |                                   | |

### Senado
| ← 2009 · Senado · 2013 → | ← 2009 · Senado · 2013 →                  | ← 2009 · Senado · 2013 → | ← 2009 · Senado · 2013 → | ← 2009 · Senado · 2013 → |
| Partido/Alianza          | Partido/Alianza                           | Votos                    | %                        | Bancas                   |
| ------------------------ | ----------------------------------------- | ------------------------ | ------------------------ | ------------------------ |
|                          | Frente para la Victoria                   | 2.162.252                | 55,25                    | 21/23                    |
|                          | Unión para el Desarrollo Social           | 470.362                  | 12,02                    | 2/23                     |
|                          | Frente Amplio Progresista                 | 435.131                  | 11,12                    |                          |
|                          | Frente Popular                            | 222.828                  | 5,69                     |                          |
|                          | Nuevo Encuentro                           | 205.577                  | 5,25                     |                          |
|                          | Compromiso Federal                        | 203.270                  | 5,19                     |                          |
|                          | Frente de Izquierda y de los Trabajadores | 130.511                  | 3,33                     |                          |
|                          | Coalición Cívica ARI                      | 78.834                   | 2,01                     |                          |
|                          | Proyecto Sur                              | 5.063                    | 0,13                     |                          |
| Votos positivos          | Votos positivos                           | 3.913.828                | 87,68                    |                          |
| Votos en blanco          | Votos en blanco                           | 522.648                  | 11,71                    |                          |
| Votos nulos              | Votos nulos                               | 27.498                   | 0,62                     |                          |
| Participación            | Participación                             | 4.463.974                | 81,12                    |                          |
| Electores registrados    | Electores registrados                     | 5.503.188                | 100                      |                          |
| Fuente:                  |                                           |                          |                          |                          |

#### Resultados por secciones electorales
| 2ª Sección Electoral 5 Senadores         | 2ª Sección Electoral 5 Senadores          | 2ª Sección Electoral 5 Senadores | 2ª Sección Electoral 5 Senadores | 2ª Sección Electoral 5 Senadores | 2ª Sección Electoral 5 Senadores |
| Partido/Alianza                          | Partido/Alianza                           | Votos                            | %                                | Bancas                           | Electos |
| ---------------------------------------- | ----------------------------------------- | -------------------------------- | -------------------------------- | -------------------------------- | --- |
|                                          | Frente para la Victoria                   | 206.991                          | 54,76                            | 5/5                              | Ver electos: 1. Marcelo Alberto Carignani 2. Sergio Berni 3. Marina Alejandra Moretti 4. Ricardo Ángel Bozzani 5. Cecilia Lorena Comerio |
|                                          | Unión para el Desarrollo Social           | 60.311                           | 15,96                            |                                  | |
|                                          | Frente Amplio Progresista                 | 58.682                           | 15,53                            |                                  | |
|                                          | Compromiso Federal                        | 16.476                           | 4,36                             |                                  | |
|                                          | Frente Popular                            | 15.604                           | 4,13                             |                                  | |
|                                          | Nuevo Encuentro                           | 11.045                           | 2,92                             |                                  | |
|                                          | Coalición Cívica ARI                      | 8.865                            | 2,35                             |                                  | |
| Votos positivos                          | Votos positivos                           | 377.974                          | 84,85                            |                                  | |
| Votos en blanco                          | Votos en blanco                           | 67.345                           | 15,05                            |                                  | |
| Votos nulos                              | Votos nulos                               | 2.253                            | 0,50                             |                                  | |
| Participación                            | Participación                             | 447.572                          | 83,26                            |                                  | |
| Electores registrados                    | Electores registrados                     | 537.541                          | 100                              |                                  | |
| 3ª Sección Electoral 9 Senadores         |                                           |                                  |                                  |                                  | |
| Partido/Alianza                          | Partido/Alianza                           | Votos                            | %                                | Bancas                           | Electos |
|                                          | Frente para la Victoria                   | 1.617.768                        | 57,82                            | 9/9                              | Ver electos: 1. Daniel Horacio Barrera 2. Baldomero Álvarez de Olivera 3. Cristina Beatriz Fioramonti 4. Santiago Manuel Carreras 5. José Luis Pallares 6. Patricia Segovia 7. Jorge Eduardo Ancona 8. Alberto Ceferino de Fazio 9. Leonor Granados |
|                                          | Frente Amplio Progresista                 | 274.774                          | 9,82                             |                                  | |
|                                          | Unión para el Desarrollo Social           | 272.967                          | 9,76                             |                                  | |
|                                          | Nuevo Encuentro                           | 168.902                          | 6,04                             |                                  | |
|                                          | Frente Popular                            | 164.806                          | 5,89                             |                                  | |
|                                          | Compromiso Federal                        | 147.208                          | 5,26                             |                                  | |
|                                          | Frente de Izquierda y de los Trabajadores | 104.053                          | 3,72                             |                                  | |
|                                          | Coalición Cívica ARI                      | 47.391                           | 1,69                             |                                  | |
| Votos positivos                          | Votos positivos                           | 2.797.869                        | 88,45                            |                                  | |
| Votos en blanco                          | Votos en blanco                           | 346.399                          | 10,95                            |                                  | |
| Votos nulos                              | Votos nulos                               | 18.959                           | 0,60                             |                                  | |
| Participación                            | Participación                             | 3.163.227                        | 81,35                            |                                  | |
| Electores registrados                    | Electores registrados                     | 3.888.503                        | 100                              |                                  | |
| 6ª Sección Electoral 6 Senadores         |                                           |                                  |                                  |                                  | |
| Partido/Alianza                          | Partido/Alianza                           | Votos                            | %                                | Bancas                           | Electos |
|                                          | Frente para la Victoria                   | 185.247                          | 47,81                            | 4/6                              | Ver electos: 1. Diana Isabel Larraburu 2. Enrique Alejandro Dichiara 3. Silvia Raquel Pérez 4. Jorge Raúl Ruesga |
|                                          | Unión para el Desarrollo Social           | 85.248                           | 22,00                            | 2/6                              | 1. Horacio Luis López 2. Nidia Alicia Moirano |
|                                          | Frente Amplio Progresista                 | 44.978                           | 11,61                            |                                  | |
|                                          | Compromiso Federal                        | 19.143                           | 4,94                             |                                  | |
|                                          | Frente Popular                            | 18.877                           | 4,87                             |                                  | |
|                                          | Nuevo Encuentro                           | 12.234                           | 3,16                             |                                  | |
|                                          | Frente de Izquierda y de los Trabajadores | 11.577                           | 2,99                             |                                  | |
|                                          | Coalición Cívica ARI                      | 10.160                           | 2,62                             |                                  | |
| Votos positivos                          | Votos positivos                           | 387.464                          | 83,92                            |                                  | |
| Votos en blanco                          | Votos en blanco                           | 70.898                           | 15,36                            |                                  | |
| Votos nulos                              | Votos nulos                               | 3.341                            | 0,72                             |                                  | |
| Participación                            | Participación                             | 461.703                          | 79,07                            |                                  | |
| Electores registrados                    | Electores registrados                     | 583.936                          | 100                              |                                  | |
| 8ª Sección Electoral/Capital 3 Senadores |                                           |                                  |                                  |                                  | |
| Partido/Alianza                          | Partido/Alianza                           | Votos                            | %                                | Bancas                           | Electos |
|                                          | Frente para la Victoria                   | 152.246                          | 43,43                            | 3/3                              | Ver electos: 1. Rubén Gustavo Oliva 2. Nora de Lucía 3. Emilio Fernando López Muntaner |
|                                          | Frente Amplio Progresista                 | 56.697                           | 16,18                            |                                  | |
|                                          | Unión para el Desarrollo Social           | 51.836                           | 14,79                            |                                  | |
|                                          | Frente Popular                            | 23.541                           | 6,72                             |                                  | |
|                                          | Compromiso Federal                        | 20.443                           | 5,83                             |                                  | |
|                                          | Frente de Izquierda y de los Trabajadores | 14.881                           | 4,25                             |                                  | |
|                                          | Nuevo Encuentro                           | 13.396                           | 3,82                             |                                  | |
|                                          | Coalición Cívica ARI                      | 12.418                           | 3,54                             |                                  | |
|                                          | Proyecto Sur                              | 5.063                            | 1,44                             |                                  | |
| Votos positivos                          | Votos positivos                           | 350.521                          | 89,54                            |                                  | |
| Votos en blanco                          | Votos en blanco                           | 38.006                           | 9,71                             |                                  | |
| Votos nulos                              | Votos nulos                               | 2.945                            | 0,75                             |                                  | |
| Participación                            | Participación                             | 391.472                          | 79,37                            |                                  | |
| Electores registrados                    | Electores registrados                     | 493.208                          | 100                              |                                  | |

## Elecciones municipales
Las elecciones municipales de la provincia de Buenos Aires de 2011 se realizaron el 23 de octubre de 2011.
Los candidatos surgieron de las elecciones primarias abiertas simultáneas y obligatorias (PASO) que se realizaron el 14 de agosto de 2011, siempre y cuando el partido o alianza que representen haya alcanzado el 1,5 % de los votos válidos.
| Municipio                                               | Intendente electo               | Partido | Partido                                        | Alianza/Afiliación | Alianza/Afiliación                            |
| ------------------------------------------------------- | ------------------------------- | ------- | ---------------------------------------------- | ------------------ | --------------------------------------------- |
| Adolfo Alsina                                           | David Abel Hirtz                |         | Unión Cívica Radical                           |                    | Unión para el Desarrollo Social               |
| Adolfo Gonzales Chaves                                  | José Alberto Martínez           |         | Unión Vecinal de Adolfo González Chaves        |                    | Vecinalismo - FPV                             |
| Alberti                                                 | Marta Susana Medici             |         | Partido Justicialista                          |                    | Frente para la Victoria                       |
| Almirante Brown                                         | Rubén Darío Giustozzi R         |         | Partido Justicialista                          |                    | Frente para la Victoria                       |
| Arrecifes                                               | Daniel Bolinaga R               |         | Partido Justicialista                          |                    | Frente para la Victoria                       |
| Avellaneda                                              | Jorge Ferraresi                 |         | Partido Justicialista                          |                    | Frente para la Victoria                       |
| Ayacucho                                                | Pablo Zubiaurre                 |         | Unión Cívica Radical                           |                    | Unión para el Desarrollo Social               |
| Azul                                                    | José Manuel Inza                |         | Partido Justicialista                          |                    | Frente para la Victoria                       |
| Bahía Blanca                                            | Cristian Breitenstein R         |         | Partido Justicialista                          |                    | Frente para la Victoria                       |
| Balcarce                                                | José Enrique Echeverría         |         | Partido Justicialista                          |                    | Frente para la Victoria                       |
| Baradero                                                | Aldo Mario Carossi R            |         | Partido Justicialista                          |                    | Frente para la Victoria                       |
| Benito Juárez                                           | Julio César Marini              |         | Partido Justicialista                          |                    | Frente para la Victoria                       |
| Berazategui                                             | Patricio Mussi R                |         | Partido Justicialista                          |                    | Frente para la Victoria                       |
| Berisso                                                 | Enrique Slezack                 |         | Partido Justicialista                          |                    | Frente para la Victoria                       |
| Bolívar                                                 | Eduardo Bucca                   |         | Partido Justicialista                          |                    | Frente para la Victoria                       |
| Bragado                                                 | Aldo San Pedro R                |         | Partido de la Victoria                         |                    | Frente para la Victoria                       |
| Brandsen                                                | Gaston Arnoldo Arias            |         | Partido Justicialista                          |                    | Frente para la Victoria                       |
| Campana (ver detalle)                                   | Stella Maris Giroldi R          |         | Partido Justicialista                          |                    | Frente para la Victoria                       |
| Cañuelas                                                | Gustavo Arrieta R               |         | Partido Justicialista                          |                    | Frente para la Victoria                       |
| Capitán Sarmiento                                       | Oscar Darío Ostoich R           |         | Partido Justicialista                          |                    | Frente para la Victoria                       |
| Carlos Casares                                          | Walter Torchio                  |         | Partido Justicialista                          |                    | Frente para la Victoria                       |
| Carlos Tejedor                                          | María Celia Gianini R           |         | Partido Justicialista                          |                    | Frente para la Victoria                       |
| Carmen de Areco                                         | Marcelo Skansi R                |         | Nueva Alternativa Carmeña                      |                    | Vecinalismo - FPV                             |
| Castelli                                                | Francisco Echarren              |         | Partido Justicialista                          |                    | Frente para la Victoria                       |
| Chacabuco                                               | Mauricio Barrientos             |         | Partido Justicialista                          |                    | Frente para la Victoria                       |
| Chascomús                                               | Juan Alberto Gobbi              |         | Unión Cívica Radical                           |                    | Unión para el Desarrollo Social               |
| Chivilcoy                                               | Aníbal José Pittelli            |         | Partido Justicialista                          |                    | Frente para la Victoria                       |
| Colón                                                   | Ricardo Casi R                  |         | Partido Justicialista                          |                    | Frente para la Victoria                       |
| Coronel Dorrego                                         | Fabián Zorzano                  |         | Unión Cívica Radical                           |                    | Unión para el Desarrollo Social               |
| Coronel Pringles                                        | Carlos Ulises Oreste            |         | Unión Cívica Radical                           |                    | Unión para el Desarrollo Social               |
| Coronel Rosales                                         | Néstor Hugo Starc R             |         | Integración Vecinalista Rosaleña               |                    | Vecinalismo - FPV                             |
| Coronel Suárez                                          | Ricardo Moccero R               |         | Movimiento para la Victoria                    |                    | Vecinalismo - FPV                             |
| Daireaux                                                | Esteban Jorge Hernando          |         | Unión Cívica Radical                           |                    | Unión para el Desarrollo Social               |
| Dolores                                                 | Luis María Camilo Etchevarren R |         | Coalición Cívica ARI                           |                    | —                                             |
| Ensenada (ver detalle)                                  | Mario Carlos Secco R            |         | Frente Grande                                  |                    | Frente para la Victoria                       |
| Escobar (ver detalle)                                   | Sandro Adrián Guzmán R          |         | Partido Justicialista                          |                    | Frente para la Victoria                       |
| Esteban Echeverría                                      | Fernando Gray R                 |         | Partido Justicialista                          |                    | Frente para la Victoria                       |
| Exaltación de la Cruz                                   | Adrián Daniel Sánchez           |         | Partido Justicialista                          |                    | Frente para la Victoria                       |
| Ezeiza                                                  | Alejandro Granados R            |         | Partido Justicialista                          |                    | Frente para la Victoria                       |
| Florencio Varela                                        | Julio Pereyra R                 |         | Partido Justicialista                          |                    | Frente para la Victoria                       |
| Florentino Ameghino                                     | Francisco Iribarren             |         | Partido Justicialista                          |                    | Frente para la Victoria                       |
| General Alvarado                                        | Patricio Hogan R                |         | Partido Justicialista                          |                    | Frente para la Victoria                       |
| General Alvear                                          | Alejandro Celillo               |         | Unión Cívica Radical                           |                    | Unión para el Desarrollo Social               |
| General Arenales                                        | José María Medina R             |         | Partido Justicialista                          |                    | Frente para la Victoria                       |
| General Belgrano                                        | Jorge Alejandro Eijo            |         | Partido Justicialista                          |                    | Frente para la Victoria                       |
| General Guido                                           | Aníbal Loubet R                 |         | Unión Cívica Radical                           |                    | Unión para el Desarrollo Social               |
| General La Madrid                                       | Juan Carlos Pellitta R          |         | Partido Justicialista                          |                    | Frente para la Victoria                       |
| General Las Heras                                       | Juan Carlos Caló R              |         | Partido Justicialista                          |                    | Frente para la Victoria                       |
| General Lavalle                                         | Marcela Passo                   |         | Partido Justicialista                          |                    | Frente para la Victoria                       |
| General Madariaga                                       | Cristian Popovich               |         | Partido Justicialista                          |                    | Frente para la Victoria                       |
| General Paz                                             | Juan Carlos Veramendi R         |         | Partido Justicialista                          |                    | Frente para la Victoria                       |
| General Pinto (ver detalle)                             | Alexis Guerrera R               |         | Partido Justicialista                          |                    | Frente para la Victoria                       |
| General Pueyrredón (ver detalle)                        | Gustavo Pulti R                 |         | Acción Marplatense                             |                    | Vecinalismo - FPV                             |
| General Rodríguez                                       | Juan Pablo Anghileri            |         | Partido Justicialista                          |                    | Frente para la Victoria                       |
| General San Martín (ver detalle)                        | Gabriel Katopodis               |         | Compromiso por San Martín                      |                    | Frente Social de la Provincia de Buenos Aires |
| General Viamonte                                        | Juan Carlos Bartoletti R        |         | Partido Justicialista                          |                    | Frente para la Victoria                       |
| General Villegas                                        | Gilberto Oscar Alegre R         |         | Partido Justicialista                          |                    | Frente para la Victoria                       |
| Guaminí                                                 | Néstor Álvarez                  |         | Partido Justicialista                          |                    | Frente para la Victoria                       |
| Hipólito Yrigoyen                                       | Enrique Tkacik R                |         | Generación para un Encuentro Nacional          |                    | Frente Amplio Progresista                     |
| Hurlingham                                              | Luis Emilio Acuña R             |         | Partido Justicialista                          |                    | Frente para la Victoria                       |
| Ituzaingó                                               | Alberto Descalzo R              |         | Partido Justicialista                          |                    | Frente para la Victoria                       |
| José C. Paz                                             | Carlos Urquiaga                 |         | Partido Justicialista                          |                    | Frente para la Victoria                       |
| Junín                                                   | Mario Meoni R                   |         | Unión Cívica Radical                           |                    | Unión para el Desarrollo Social               |
| La Costa                                                | Juan Pablo de Jesús R           |         | Partido Justicialista                          |                    | Frente para la Victoria                       |
| La Matanza (ver detalle)                                | Fernando Espinoza R             |         | Partido Justicialista                          |                    | Frente para la Victoria                       |
| La Plata (ver detalle)                                  | Oscar Pablo Bruera R            |         | Partido Justicialista                          |                    | Frente para la Victoria                       |
| Lanús                                                   | Darío Díaz Pérez R              |         | Partido Justicialista                          |                    | Frente para la Victoria                       |
| Laprida                                                 | Alfredo Fisher R                |         | Partido Justicialista                          |                    | Frente para la Victoria                       |
| Las Flores                                              | Alberto César Gelené R          |         | Partido Justicialista                          |                    | Frente para la Victoria                       |
| Leandro N. Alem                                         | Alberto Rubén Conocchiari R     |         | Partido de la Concertación FORJA               |                    | Frente para la Victoria                       |
| Lezama (ver detalle)                                    | Marcelo Racciatti               |         | Partido Justicialista                          |                    | Frente para la Victoria                       |
| Lincoln                                                 | Jorge Abel Fernández R          |         | Partido Justicialista                          |                    | Frente para la Victoria                       |
| Lobería                                                 | Hugo César Rodríguez R          |         | Partido Justicialista                          |                    | Frente para la Victoria                       |
| Lobos                                                   | Gustavo Sobrero R               |         | Partido Justicialista                          |                    | Frente para la Victoria                       |
| Lomas de Zamora                                         | Martín Insaurralde              |         | Partido Justicialista                          |                    | Frente para la Victoria                       |
| Luján                                                   | Oscar Luciani                   |         | Unión Vecinal de Luján                         |                    | Unión para el Desarrollo Social               |
| Magdalena                                               | Fernando Gabriel Carballo R     |         | Partido Justicialista                          |                    | Frente para la Victoria                       |
| Maipú                                                   | Aníbal Rapallini R              |         | Unión Cívica Radical                           |                    | Unión para el Desarrollo Social               |
| Malvinas Argentinas (ver detalle)                       | Jesús Cataldo Cariglino R       |         | Unión Popular                                  |                    | Frente Popular                                |
| Mar Chiquita                                            | Jorge Alberto Paredi R          |         | Partido Justicialista                          |                    | Frente para la Victoria                       |
| Marcos Paz                                              | Ricardo Curutchet R             |         | Concertación por Marcos Paz                    |                    | Frente para la Victoria                       |
| Mercedes                                                | Carlos Américo Selva R          |         | Partido Justicialista                          |                    | Frente para la Victoria                       |
| Merlo                                                   | Raúl Othacehé R                 |         | Partido Justicialista                          |                    | Frente para la Victoria                       |
| Monte                                                   | Raúl Basualdo                   |         | Partido Justicialista                          |                    | Frente para la Victoria                       |
| Monte Hermoso                                           | Marcos Luis Fernández           |         | Partido Justicialista                          |                    | Frente para la Victoria                       |
| Moreno                                                  | Mariano West                    |         | Partido Justicialista                          |                    | Frente para la Victoria                       |
| Morón                                                   | Lucas Ghi                       |         | Nuevo Morón                                    |                    | Nuevo Encuentro                               |
| Navarro                                                 | Santiago Maggiotti              |         | Partido Justicialista                          |                    | Frente para la Victoria                       |
| Necochea (ver detalle)                                  | Horacio Javier Tellechea        |         | Partido Justicialista                          |                    | Frente para la Victoria                       |
| Nueve de Julio                                          | Walter Battistella R            |         | Unión Cívica Radical                           |                    | Unión para el Desarrollo Social               |
| Olavarría                                               | José María Eseverri R           |         | Partido de la Victoria                         |                    | Frente para la Victoria                       |
| Patagones                                               | Ricardo Néstor Curetti R        |         | Partido Justicialista                          |                    | Frente para la Victoria                       |
| Pehuajó                                                 | Pablo Javier Zurro R            |         | Partido Justicialista                          |                    | Frente para la Victoria                       |
| Pellegrini                                              | Miguel Ángel Pacheco R          |         | Unión Cívica Radical                           |                    | Unión para el Desarrollo Social               |
| Pergamino                                               | Héctor María Gutiérrez R        |         | Integración Cívica Pergaminense                |                    | Unión para el Desarrollo Social               |
| Pila                                                    | Gustavo Walker R                |         | Partido Justicialista                          |                    | Frente para la Victoria                       |
| Pilar                                                   | Humberto Edgardo Zúccaro R      |         | Partido Justicialista                          |                    | Frente para la Victoria                       |
| Pinamar                                                 | Blas Antonio Altieri R          |         | Movimiento Unión del Partido de Pinamar        |                    | Vecinalismo - FPV                             |
| Presidente Perón                                        | Aníbal Regueiro R               |         | Partido Justicialista                          |                    | Frente para la Victoria                       |
| Puan                                                    | Facundo David Castelli          |         | Unión Cívica Radical                           |                    | Unión para el Desarrollo Social               |
| Punta Indio                                             | Hernán Y Zurieta                |         | Partido Justicialista                          |                    | Frente para la Victoria                       |
| Quilmes                                                 | Francisco Virgilio Gutiérrez R  |         | Polo Social                                    |                    | Frente para la Victoria                       |
| Ramallo                                                 | Ariel Santalla R                |         | Unión Cívica Radical                           |                    | Unión para el Desarrollo Social               |
| Rauch                                                   | Jorge Mario Ugarte R            |         | Partido Justicialista                          |                    | Frente para la Victoria                       |
| Rivadavia                                               | Sergio Omar Buil R              |         | Rivadavia Primero                              |                    | Frente Amplio Progresista                     |
| Rojas                                                   | Martín Angel Caso               |         | Encuentro por Rojas                            |                    | Vecinalismo                                   |
| Roque Pérez                                             | Juan Carlos Gasparini           |         | Partido Justicialista                          |                    | Frente para la Victoria                       |
| Saavedra                                                | Hugo Corvatta                   |         | Partido Justicialista                          |                    | Frente para la Victoria                       |
| Saladillo                                               | Carlos Antonio Gorosito R       |         | Unión Cívica Radical                           |                    | Unión para el Desarrollo Social               |
| Salliqueló                                              | Osvaldo Enrique Cattaneo R      |         | Unión Cívica Radical                           |                    | Unión para el Desarrollo Social               |
| Salto                                                   | Oscar René Brasca               |         | Partido Justicialista                          |                    | Frente para la Victoria                       |
| San Andrés de Giles                                     | Luis Alberto Ghione R           |         | Partido Justicialista                          |                    | Frente para la Victoria                       |
| San Antonio de Areco                                    | Francisco Durañona              |         | Partido Justicialista                          |                    | Frente para la Victoria                       |
| San Cayetano                                            | Miguel Ángel Gargaglione R      |         | Unión Cívica Radical                           |                    | Unión para el Desarrollo Social               |
| San Fernando (ver detalle)                              | Luis Andreotti                  |         | Fuerza Organizada Renovadora Democrática       |                    | Vecinalismo                                   |
| San Isidro (ver detalle)                                | Ángel Gustavo Posse R           |         | Acción Vecinal San Isidro es Distinto          |                    | Unión para el Desarrollo Social               |
| San Miguel (ver detalle)                                | Joaquín de la Torre R           |         | Partido Justicialista                          |                    | Frente para la Victoria                       |
| San Nicolás                                             | Ismael José Passaglia           |         | Partido Justicialista                          |                    | Frente Social de la Provincia de Buenos Aires |
| San Pedro                                               | Pablo Guillermo Guacone         |         | Juntos por San Pedro                           |                    | Frente Social de la Provincia de Buenos Aires |
| San Vicente                                             | Daniel Di Sabatino R            |         | Partido Justicialista                          |                    | Frente para la Victoria                       |
| Suipacha                                                | Juan Antonio Delfino R          |         | Partido Justicialista                          |                    | Frente para la Victoria                       |
| Tandil                                                  | Miguel Ángel Lunghi R           |         | Unión Cívica Radical                           |                    | Unión para el Desarrollo Social               |
| Tapalqué                                                | Gustavo Cocconi R               |         | Partido Justicialista                          |                    | Frente para la Victoria                       |
| Tigre (ver detalle)                                     | Sergio Tomás Massa R            |         | Partido Justicialista                          |                    | Frente para la Victoria                       |
| Tordillo                                                | Héctor Aníbal Olivera R         |         | Partido Justicialista                          |                    | Frente para la Victoria                       |
| Tornquist                                               | Gustavo Guillermo Trankels R    |         | Partido Justicialista                          |                    | Frente para la Victoria                       |
| Trenque Lauquen                                         | Raúl Feito                      |         | Partido Justicialista                          |                    | Frente para la Victoria                       |
| Tres Arroyos                                            | Carlos Alberto Sánchez R        |         | Movimiento Vecinal del Partido de Tres Arroyos |                    | Vecinalismo                                   |
| Tres de Febrero (ver detalle)                           | Hugo Curto R                    |         | Partido Justicialista                          |                    | Frente para la Victoria                       |
| Tres Lomas                                              | Roberto Oscar Álvarez           |         | Partido Justicialista                          |                    | Frente para la Victoria                       |
| Veinticinco de Mayo                                     | María Victoria Borrego          |         | Coalición Cívica ARI                           |                    | —                                             |
| Vicente López (ver detalle)                             | Jorge Macri                     |         | Propuesta Republicana                          |                    | Frente Popular                                |
| Villa Gesell                                            | Jorge Rodríguez Erneta R        |         | Partido Justicialista                          |                    | Frente para la Victoria                       |
| Villarino                                               | Patricia Anabela Cobello        |         | Partido Justicialista                          |                    | Frente para la Victoria                       |
| Zárate (ver detalle)                                    | Osvaldo Cáffaro R               |         | Nuevo Zárate                                   |                    | Vecinalismo - FPV                             |
| R: Reelecto                                             |                                 |         |                                                |                    |                                               |
| Fuente: Junta Electoral de la Provincia de Buenos Aires |                                 |         |                                                |                    |                                               |